# Rue d'Andenne
La rue d'Andenne (en néerlandais : Andennestraat) est une rue bruxelloise sur la commune de Saint-Gilles qui va de la chaussée de Forest à la rue du Fort.